# Terminal Terrestre de Cuenca

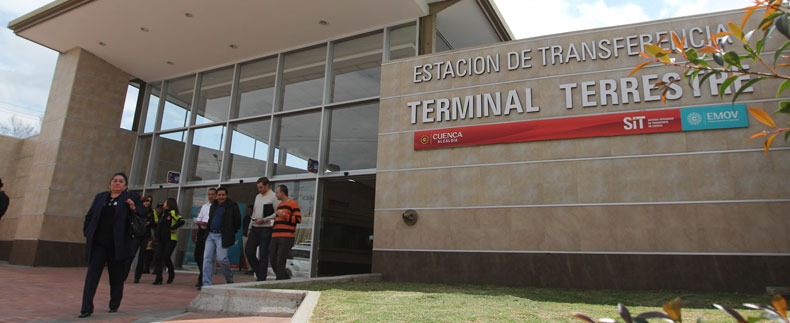
Terminal Terrestre Cuenca

El Terminal Terrestre de Cuenca es la principal estación de autobuses intercantonales e interprovinciales de la ciudad de Cuenca, Ecuador, (la otra terminal es la Feria Libre en el sector del Arenal).  Se encuentra ubicada al noreste de la ciudad entre las avenidas Gil Ramírez Dávalos y España, y entre la calle Chapetones y Del Chorro, a 1,1km del Aeropuerto Mariscal Lamar y a 2,1km del Centro Histórico de Cuenca.
Aparte del transporte de buses fuera de la ciudad, sirve como estación de transferencia para el Tranvía de Cuenca y las líneas troncales de la ciudad, 100 y 200.
Está administrada por la empresa municipal EMOV, que se encarga de la movilidad y control vehicular de la ciudad de Cuenca.

## Rutas

### Rutas Nacionales
| Provincia                      | Cooperativa                      | Destino                   | Primera Frecuencia | Última Frecuencia | Ref. |
| ------------------------------ | -------------------------------- | ------------------------- | ------------------ | ----------------- | ---- |
| Azuay                          | Cooperativa Azuay                | Ponce Enríquez            |                    |                   |      |
| Azuay                          | Cooperativa Entrocc              | Ponce Enríquez            |                    |                   |      |
| Azuay                          | Sigsig Express                   | Gualaceo Chordeleg Sígsig |                    |                   |      |
| Azuay                          | Flota Cenepa                     | Gualaceo Chordeleg Sígsig |                    |                   |      |
| Azuay                          | Cooperativa Girón                | Girón                     |                    |                   |      |
| Azuay                          | Cooperativa San Fernando         | Girón San Fernando        |                    |                   |      |
| Azuay                          | Rutas Pucareñas                  | Pucará                    |                    |                   |      |
| Azuay                          | Cooperativa Santiago de Gualaceo | Gualaceo                  |                    |                   |      |
| Azuay                          | Cooperativa Santa Barbara        | Gualaceo                  |                    |                   |      |
| Azuay                          | Cia. Avila Gonzáles              |                           |                    |                   |      |
| Azuay                          | Express Chordeleg                | Gualaceo Chordeleg        |                    |                   |      |
| Azuay                          | Cooperativa Rio Paute            | Paute                     |                    |                   |      |
| Azuay                          | Cultilcay                        | Paute                     |                    |                   |      |
| Azuay                          | Cooperativa Santa Isabel         | Santa Isabel              |                    |                   |      |
| Azuay                          | Cooperativa Santa Isabel         | Oña                       |                    |                   |      |
| Bandera de Pichincha Pichincha |                                  |                           |                    |                   |      |
| Guayas                         |                                  |                           |                    |                   |      |